# Medaki
Medaki is een plaats in de gemeente Sveti Lovreč in de Kroatische provincie Istrië. De plaats telt 36 inwoners (2001).